# الرابطة (ليبيا)

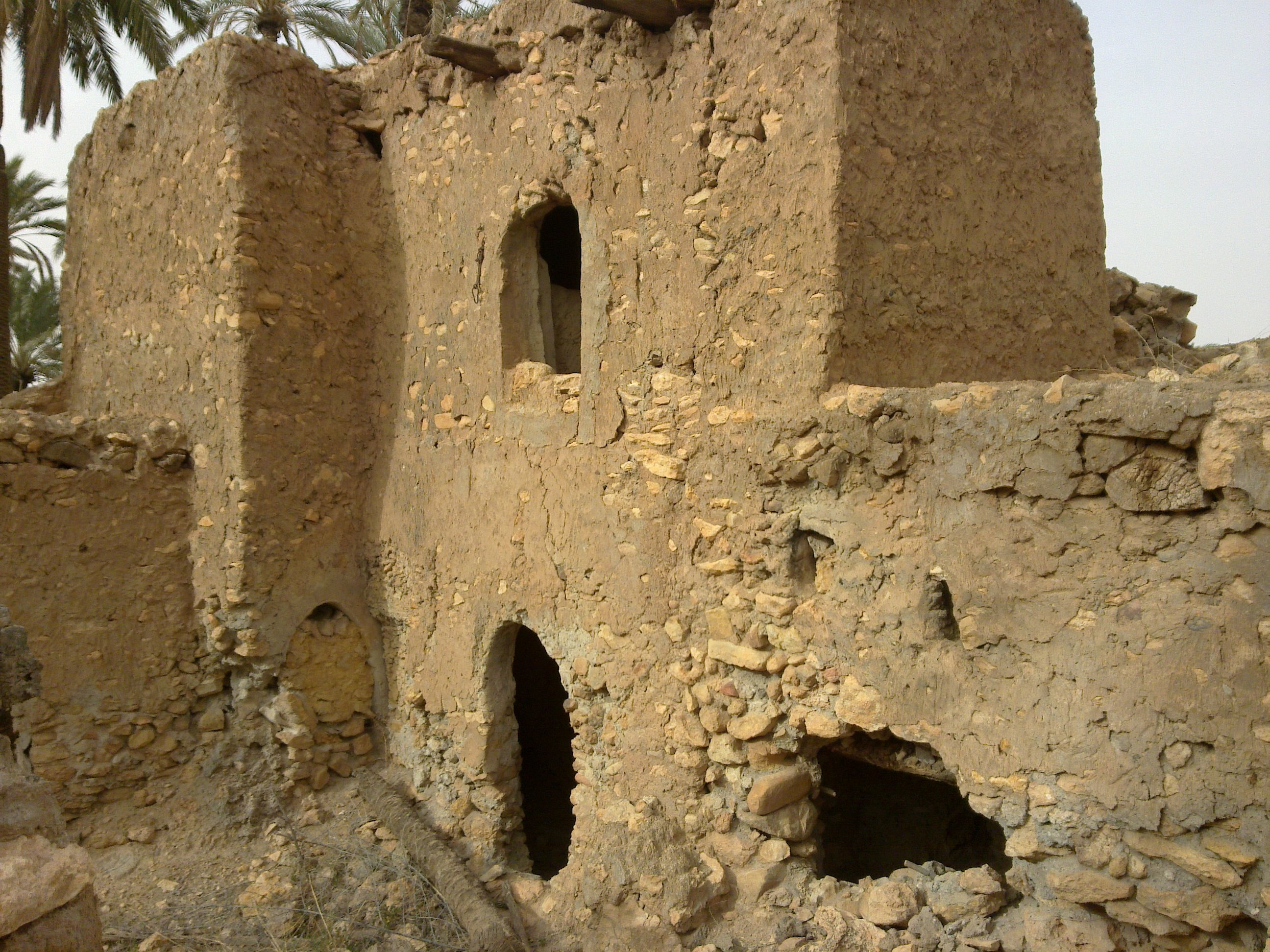
البلاد القديمة الرابطة

الرابطة هي مدينة شبه جبلية تقع شمال الجبل الغربي في ليبيا، وتشتهر مدينة الرابطة بكثرة البيوت القديمة المبنية باسقف النخيل والحجر والطين وأشجار النخيل والكروم وعيون المياه الجارية التي تستخدم في ري الأشجار، تنقسم الرابطة جغرافيا إلى منطقتين رئيسيتين: الرابطة الشرقية والرابطة الغربية.
تبلغ مساحة مدينة الرابطة حوالي 75 كلم مربع ويحدها من الشمال مشروع وادي الحي الزراعي 10 كلم ومن الجنوب الشرقي مدينة غريان 30 كلم ومن الجنوب مدينة الأصابعة 20 كلم ومن الغرب مدينة ككلة 25 كلم.

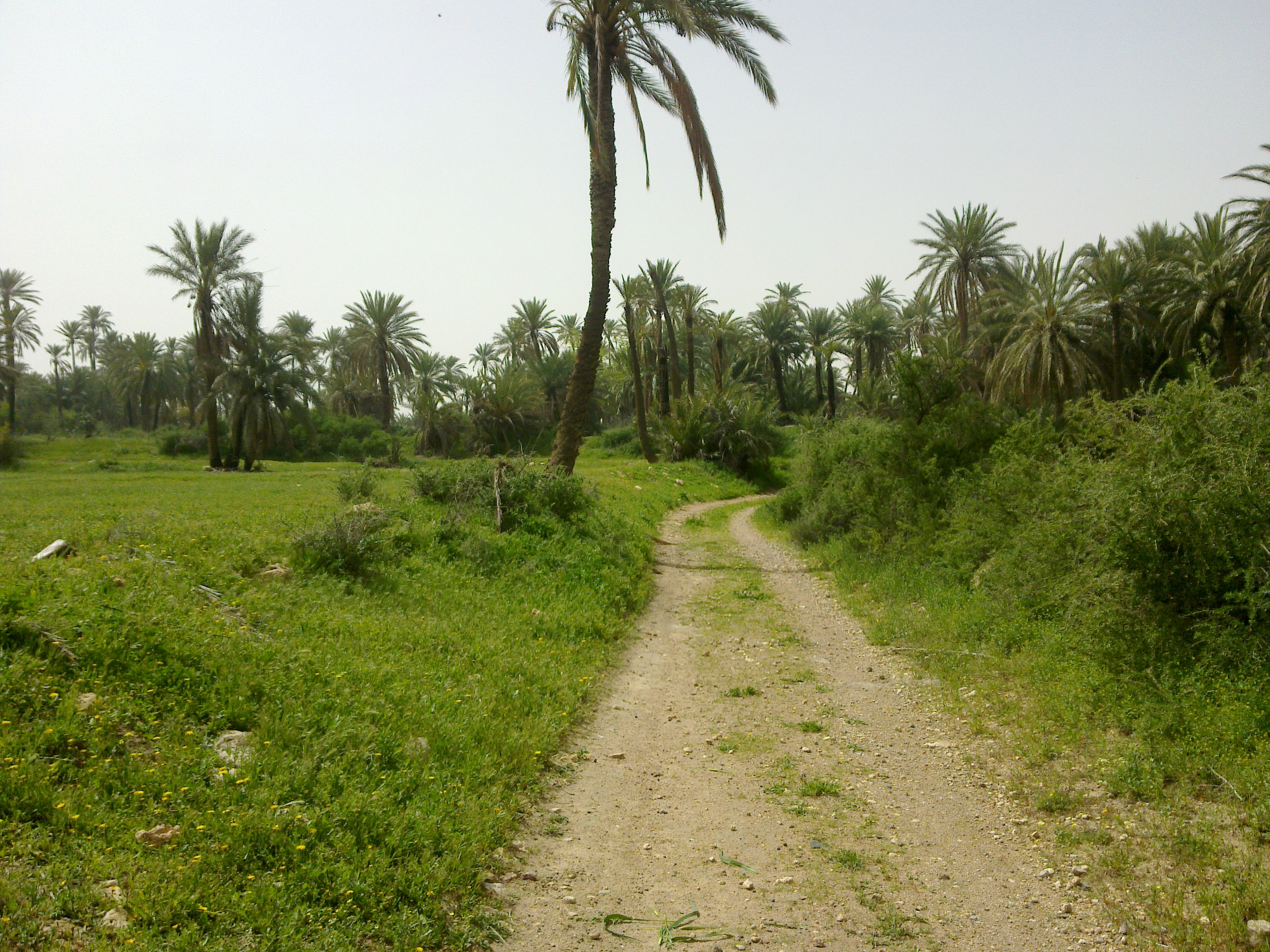

## عدد السكان
يبلغ سكان مدينة الرابطة القاطنين بها 6,000 نسمة، وتقريبا 12,000 نسمة يقطنون في مشروع وادي الحي وطرابلس والزهراء وفي عدة مناطق أخرى. وهناك عدة روايات عن أصل تسمية مدينة الرابطة ولكن أشهرها تقول أنها كان تربط المسافرين والتجار ليستريحوا فيها لوجود العيون وظل النخيل.